# 神偷奶爸4
是一部2024年美國動畫喜劇片，是2017年電影《神偷奶爸3》的續集、《神偷奶爸系列》的第六部作品，由克里斯·雷納德執導，麥克·懷特編劇，史提夫·卡爾、克莉絲汀·薇格、米蘭達·蔻思葛芙、黛娜·蓋兒、麥蒂森·波蘭、威爾·法洛、索菲婭·薇格拉、喬伊·金、史蒂芬·寇柏特、克蘿伊·菲尼曼、皮爾·柯芬以及史提夫·庫根聲演。
《神偷奶爸4》由環球影業排定2024年7月3日於美國上映。電影發行後在影評界的口碑褒貶不一，正面評論稱讚電影的快節奏、視覺效果、音樂，負面評論集中在編劇與前系列作雷同的笑點安排。

## 配音員
| 配音員          | 配音員 | 配音員 | 配音員   | 角色            |
| 美國            | 台灣   | 香港   | 中國大陸 | 角色            |
| --------------- | ------ | ------ | -------- | --------------- |
| 史提夫·卡爾     | 胡瓜   | 陳仕文 | 大鹏     | 格魯（Gru）        |
| 克莉絲汀·薇格   | 王彩樺 | 孫慧雪 | 牟珈论   | 露西（Lucy Wilde）        |
| 米蘭達·蔻思葛芙 | 馬韻婷 | 賴芸芬 | 李伊楠   | 毛毛（Margo）        |
| 黛娜·蓋兒       | 顏蕾容 | 陳曉樹 | 王婷     | 蒂蒂（Edith）        |
| 麥蒂森·波蘭（Madison Polan） | 黃宥縈 | 李芯怡 | 王妍     | 安安（Agnes）        |
| 皮爾·柯芬       |        |        |          | 小小兵          |
| 史提夫·庫根     | 符爽   | 高翰文 | 郭金非   | 紀畢谷（Silas Ramsbottom）      |
| 威爾·法洛       | 曾國城 | 楊潮凱 | 高晗     | 惡霸麥星（Maxime Le Mal）    |
| 喬伊·金         | 劉雨青 | 梁綺庭 | 庄达菲   | 波比·佩斯葛（Poppy Prescott） |
| 索菲婭·薇格拉   | 曾允凡 | 許盈   | 纪艳芳   | 瓦倫蒂娜（Valentina）    |
| 史蒂芬·寇柏特   | 王穗槍 | 蔡忠衛 | 孟令军   | 帕利·佩斯葛（Perry Prescott） |
| 克蘿伊·菲尼曼   | 林曉芳 | 顧詠雪 | 郑凯誉   | 帕琪·佩斯葛（Patsy Prescott） |

## 製作
2017年9月，照明娛樂執行長克里斯·梅勒丹德利透露正在開發《神偷奶爸4》。2022年2月，宣佈該片由克里斯·雷納德回歸執導，麥克·懷特編劇，史提夫·卡爾、克莉絲汀·薇格、皮爾·柯芬、米蘭達·蔻思葛芙和史提夫·庫根回歸聲演各自的角色。2024年1月29日，釋出首支預告片，同時宣布威爾·法洛、喬伊·金、索菲婭·薇格拉、史蒂芬·寇柏特和克蘿伊·菲尼曼參與配音演出。

## 發行
《神偷奶爸4》由環球影業定於2024年7月3日上映。

## 迴響

### 評價
爛番茄根據165條評論，本片獲得56%的新鮮度，平均得分5.6／10，觀眾的好評度為78%，平均得分4.1／5。在Metacritic上，本片獲得52分。

### 票房
| 上一届： 《腦筋急轉彎2》            | 2024年美國週末票房冠軍 第27-28週 | 下一届： 《龍捲風暴》                  |
| 上一届： 《王者天下4 大將軍的歸來》 | 2024年日本週末票房冠軍 第30週    | 下一届： 《我的英雄學院：YOU'RE NEXT》 |

## 備註
1. ↑  依照電影上映次序。

## 外部連結
- 官方网站：美國、台灣
- 互联网电影数据库（IMDb）上《神偷奶爸4》的资料（英文）
- Metacritic上《神偷奶爸4》的資料（英文）
- 爛番茄上《神偷奶爸4》的資料（英文）
- Box Office Mojo上《神偷奶爸4》的資料（英文）
- 開眼電影網上《神偷奶爸4》的資料（繁體中文）
- 豆瓣电影上《神偷奶爸4》的資料 （简体中文）